# Urotrygonidae
Famille
Les Urotrygonidae sont une famille de raies de l'ordre des Rajiformes.

## Liste des genres
Selon FishBase (14 octobre 2014) et World Register of Marine Species (14 octobre 2014) :
- genre Urobatis
  - Urobatis concentricus Osburn & Nichols, 1916
  - Urobatis halleri (Cooper, 1863)
  - Urobatis jamaicensis (Cuvier, 1816)
  - Urobatis maculatus Garman, 1913
  - Urobatis marmoratus (Philippi, 1892)
  - Urobatis tumbesensis (Chirichigno F. & McEachran, 1979)
- genre Urotrygon
  - Urotrygon aspidura (Jordan & Gilbert, 1882)
  - Urotrygon caudispinosus Hildebrand, 1946
  - Urotrygon chilensis (Günther, 1872)
  - Urotrygon cimar López S. & Bussing, 1998
  - Urotrygon microphthalmum Delsman, 1941
  - Urotrygon munda Gill, 1863
  - Urotrygon nana Miyake & McEachran, 1988
  - Urotrygon peruanus Hildebrand, 1946
  - Urotrygon reticulata Miyake & McEachran, 1988
  - Urotrygon rogersi (Jordan & Starks, 1895)
  - Urotrygon serrula Hildebrand, 1946
  - Urotrygon simulatrix Miyake & McEachran, 1988
  - Urotrygon venezuelae Schultz, 1949